# Flèche d'Émeraude
La Flèche d'Émeraude est une course cycliste française autour de la ville de Saint-Malo en Bretagne créée en 2011. Elle figure au calendrier de l'UCI Europe Tour, en catégorie 1.1. Elle compte également pour la Coupe de France de cyclisme sur route. Elle est organisée par la Maison du cyclisme de Rennes.

## Historique
La troisième édition de la Flèche d’Emeraude, 4e manche de la Coupe de France-PMU, initialement programmée le 31 mars 2013 a été annulée. Les organisateurs n’avaient pas réussi à obtenir les autorisations pour emprunter certaines routes au cours du week-end de Pâques.

## Palmarès
| Année | Vainqueur       | Deuxième       | Troisième         |
| ----- | --------------- | -------------- | ----------------- |
| 2011  | Tony Gallopin   | Jure Kocjan    | Francesco Ginanni |
| 2012  | Roberto Ferrari | Nacer Bouhanni | Jimmy Engoulvent  |